# Claude Gruson
Pour les articles homonymes, voir Gruson (homonymie).
Claude Gruson, né le 12 août 1910 à Paris et mort le 4 avril 2000 dans la même ville, est un haut fonctionnaire et économiste français.

## Biographie

### Jeunesse et études
Claude Gruson est le fils d'Abel Gruson, employé de commerce, et de Jeanne Morel. Il naît le 12 août 1910 dans le 17e arrondissement de Paris. Il a deux sœurs et un frère. Il suit ses études secondaires au lycée Chaptal. Il intègre l'École polytechnique en 1929, où il suit notamment les cours de mathématiques de Paul Lévy. Il en sort dans le corps des mines.
Il profite d'une maladie qu'il soigne dans un sanatorium à Besançon pour étudier l'économie, notamment en lisant Clément Colson. Il se présente au concours de l'Inspection générale des finances où il est reçu en 1936, dans la même promotion que François Bloch-Lainé et Pierre-Paul Schweitzer.
En 1940, il se marie avec Élisabeth de Seynes. Ils ont trois enfants.

### Parcours professionnel
Une fois l'Inspection générale des finances intégrée, Claude Gruson effectue ses deux années de tournée dans toute la France. Il intègre le cabinet ministériel de Paul Reynaud. Après l'armistice du 22 juin 1940, il est affecté au secrétariat d’État à la production industrielle, à Paris. De 1941 à 1943, il subit une rechute de tuberculose, ce qui lui permet de ne plus servir le régime de Vichy.
En 1943, Gruson participe aux travaux du Conseil national de la Résistance, au sein de son comité d'études financières. Il quitte Paris en 1944 à cause d'une nouvelle maladie qui exige de lui une opération des poumons, et s'installe en Suisse ; il lit John Maynard Keynes pendant sa convalescence.
Claude Gruson retourne à Paris en 1946. Il est alors affecté au service de l’Inspection générale des finances. Il travaille notamment sur l'utilisation des fonds du plan Marshall ainsi que de la mise en œuvre du plan Monnet. Il travaille au sein de l’Institut de sciences économiques appliquées (ISEA) que dirige François Perroux.
En 1948, il est nommé directeur de cabinet de Maurice Bourgès-Maunoury, secrétaire d’État au Budget. Il reste toutefois peu de temps à ce poste, car il rejoint François Bloch-Lainé, qui était devenu directeur du Trésor, pour créer le Service des études économiques et financières (SEEF), afin de rassembler des données et microéconomiques afin de comprendre plus objectivement l'économie française. Le service contribue à la fortification de la comptabilité nationale. Il travaille dans une équipe composée de hauts fonctionnaires tels que Simon Nora, Jean Saint-Geours, Michel Rocard, mais aussi des universitaires comme Charles Prou.
Il est directeur général de l'INSEE de 1961 à 1967. Il y invite des sociologues en début de carrière, tels qu'Alain Touraine et Pierre Bourdieu. Il réforme l'École nationale de la statistique et de l'administration économique. En 1963, il est élevé au rang d'inspecteur général des finances.
Il rejoint le privé, en 1969, en l'institution de la Compagnie bancaire. Il préside le Bureau d'informations et prévisions économiques (BIPE) de 1969 à 1989.

### Parcours universitaire
Claude Gruson est, après la guerre, présenté par François Perroux à Fernand Braudel, qui dirige la VIe section de l'École pratique des hautes études, appelée à devenir l'École des hautes études en sciences sociales. Il devient chercheur associé, et est élu directeur d’études en 1956.

### Autres positions
Il est président de la commission économique et sociale de la Fédération protestante, contributeur à la Revue politique et parlementaire, trésorier de la Maison des Sciences de l'Homme de 1968 à 1999. De 1972 à 1978, il préside le groupe interministériel pour l’étude de l’environnement. Il préside à la publication d'un rapport en 1974 qui souligne la nécessité pour la France de ne pas adopter une politique du tout nucléaire en l'absence de moyens de traitement des déchets radioactifs satisfaisants.
Il meurt le 4 avril 2000 dans le 16e arrondissement.

## Décorations
- Commandeur de l'ordre de l'Économie nationale (1957) au titre d'« inspecteur des finances, chef du service des études économiques et financières à la direction du Trésor, membre de la commission des comptes et des budgets économiques de la nation »[5]

## Ouvrages
C. Gruson est l'auteur de nombreux ouvrages et essais de politique économique.
- Esquisse d’une théorie générale de l’équilibre économique, 1948.
- Origine et espoirs de la planification française, 1968
- Renaissance du plan, Seuil, 1971.
- Programmer l'espérance (conversations avec Philippe Dominique), Stock, 1976.
- Éthique et gouvernabilité : un projet européen, 1992.
- [avec François Bloch-Lainé] Hauts fonctionnaires sous l'Occupation, Editions Odile Jacob, 1996, 283 p,  (ISBN 2-7381-0419-3)
- Propos d’un opposant obstiné au libéralisme mondial (1990-2000) (posthume)